# The Toll of the Sea
The Toll of the Sea é um filme de drama mudo produzido nos Estados Unidos e lançado em 1922.